# Luhe (Ilmenau)
Die Luheⓘ ist ein Fluss in Nordost-Niedersachsen. Es handelt sich um einen linken Nebenfluss der Ilmenau.

## Name
Der Fluss wurde im Jahr 1318 (fluvium … Lu) erstmals urkundlich genannt. Der Name könnte sich vom indogermanischen Verb *leu- für 'beschmutzen' abgeleitet sein.

## Geografie

### Verlauf

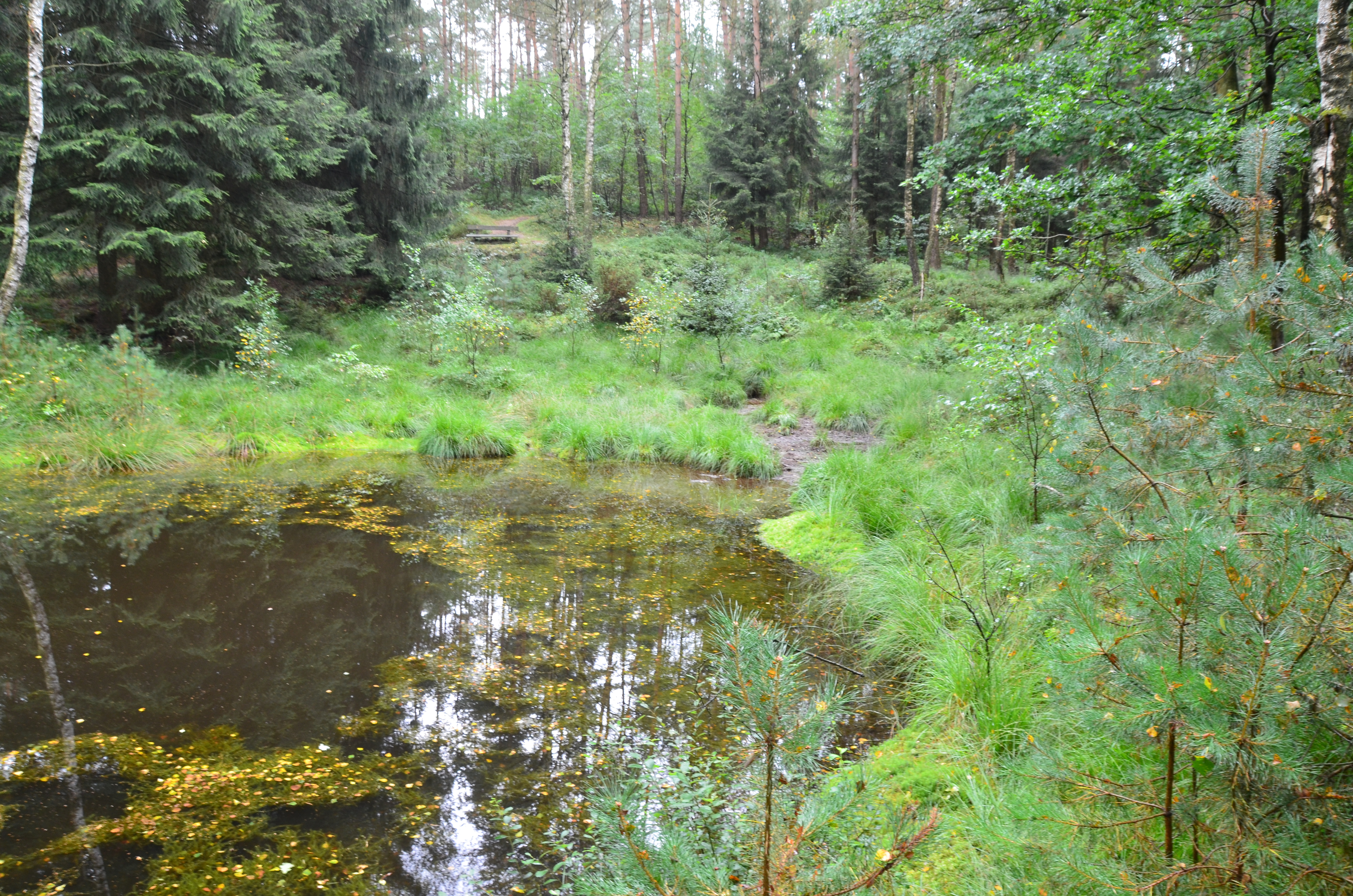
Luhequelle bei Timmerloh, Soltau-Deimern

Die Luhe entspringt in Soltau-Deimern in der Lüneburger Heide, hat jedoch von dort keinen oberirdischen Abfluss. Sie tritt endgültig bei Bispingen zutage und mündet bei Stöckte (Stadtteil von Winsen (Luhe)) in die Ilmenau, die nach einem weiteren Verlauf von ca. 3 km in die Elbe mündet. Von Bispingen bis zur Mündung beträgt die Flusslänge 58,2 km.

## Geologie und Vorzeit
Die Luhe entspringt an einem Endmoränenrücken der Lüneburger Heide und durchfließt als Äschengewässer bis Luhmühlen die Geest, wo der Wandel zu einem Potamal (Zone des Tieflandsflusses; Bereich mit wärmerem und sandig-schlammigen Ablagerungen am Boden) geprägten Gewässer einsetzt. Nördlich weitet sich das Luhetal und der Fluss erreicht bei Vierhöfen die Elbmarsch. Zunächst herrscht Talsand vor, unterhalb von Winsen überwiegen Schlick und Flusssand. Mitte des 19. Jahrhunderts wurde die Luhe reguliert. Es wurde der Lauf verkürzt und damit die Fließgeschwindigkeit erhöht.
Das Gewässer ist durchschnittlich 7 bis 12 m breit, hat außer in einigen Windungen und hinter Wehrstufen eine Wassertiefe von rund 1,50 m und mäandert stark.
Die mittlere Strömung beträgt ungefähr 4 km/h bei normalem Wasserstand (tidebeeinflusst von der Mündung bis zum Mühlenwehr in Winsen). Nebenflüsse sind Brunau, Schwindebach, Lopau und Garlstorfer Aue. Die Quelle des Schwindebaches ist die zweitgrößte Quelle in Niedersachsen (60 l/s), sie steht seit 1936 unter Naturschutz.
Das gesamte Einzugsgebiet der Luhe ist seit der Jungsteinzeit dicht besiedelt, wovon unter anderem Anlagen wie die Nekropole von Soderstorf und die Oldendorfer Totenstatt zeugen. Auf der Höhe der heutigen Stadt Winsen wurde ein Übergang über die Luhe seit dem 13. Jahrhundert durch das Winsener Schloss kontrolliert.

## Wasserqualität
Bis auf einen kurzen Abschnitt nördlich von Bispingen weist die Luhe eine Wasserqualität der Güteklasse II (mäßig belastet/β-mesosaprob) auf.

## Fischbesatz
Die Luhe gilt als einer der produktivsten Lachs- und Meerforellen-Flüsse in Deutschland. Der Bestand ist relativ gesichert. In jüngster Zeit ist ein verstärktes Aufkommen der Wollhandkrabben festzustellen.

## Tourismus und Befahrungsregeln
Entlang der Luhe finden sich Wanderwege und -parkplätze, ein Pilgerpfad bei Luhmühlen sowie Einsatzstellen für Kanus und Kajaks. Teilweise verläuft die Luhe als Luhekanal, teilweise als naturbelassenes Gewässer. Bei Garstedt ist sie für den Angelsport aufgestaut, bei Hützel auf dem Gelände einer früheren Mühle.
Wegen intensiver Nutzung der Luhe durch Freizeitsport und Kanuverleiher erließ der Landkreis Harburg 2002 eine Verordnung unter anderem für die Luhe, ihre Nebengewässer und der zugehörigen Uferbereiche, die den Lebensraum von Pflanzen und Tieren schützen soll. Seitdem ist das Befahren und Betreten der Luhe von der K 20 bei Wetzen bis zum Wehr der Mühle Benthack in Winsen (Luhe), ausschließlich mit Kajaks mit maximal 1 m Breite und 5,50 m Länge, nur tagsüber von 9 bis 18 Uhr und nur in Fließrichtung erlaubt. Vom Wehr der Mühle Benthack bis zur Einmündung in die Ilmenau ist das Befahren ausschließlich mit Kajaks zulässig. Das Betreten der Ufer im angrenzenden EU-Vogelschutzgebiet ist verboten.